# ツキサムホマレ
ツキサムホマレ（1969年4月16日 - 1983年）は、日本中央競馬会に所属していた競走馬・種牡馬。「花の47年組」の一頭であり、47年組の中で唯一海外にも挑戦した。
名前の「ツキサム」は札幌市豊平区月寒から来ている。

## 経歴

### 戦績
1971年7月の函館でデビューし、福永洋一を鞍上に据えた4戦目に初勝利を挙げたが、初重賞となった北海道3歳Sでは殿負けを喫する。11月の尾花賞（100万下）では17頭中17番人気で7着と健闘したが、最終戦の寒菊賞（100万下）は16着と大敗。このレースを勝ったのは後に年度代表馬にも輝くイシノヒカルで、5着は中央競馬重賞最多出走記録を保持するイナボレスであった。
1972年は2月に夏の札幌以来となるダート戦で始動し、6月にはダービートライアルのNHK杯に出走して12着。その後は条件戦を走りまくり、1着2回・2着3回・3着2回と善戦。7月の200万下では2着を5馬身ちぎるなど安定したレースぶりを見せていたが、暮れの師走特別（700万下）では久々の不良馬場も響いて11着に大敗。
1973年は1月に始動してバレンタインS（700万下）を勝利した後、中京記念5着、ダイヤモンドS・京王杯SH4着と重賞でも通用するところをアピール。アルゼンチンJCCでは7着と掲示板を外し、夏は3歳時以来となる北海道シリーズに参戦。7月のSTV杯（500万下）では2着に5馬身差の勝利するなど活躍し、秋には東京に戻り、目黒記念（秋）ではタニノチカラ・メジロムサシ・ベルワイド・ストロングエイトら強豪を相手に5着と善戦。
1974年は700万下の道新杯とアカシヤSを勝ち、函館記念で重賞初制覇を飾る。
1975年は関西に初遠征。山陽特別（1000万下）2着を始動戦とし、初の大レースとなった天皇賞（春）では7着であった。札幌記念では、後続を3馬身ちぎり捨てるレコード勝ちで重賞2勝目を飾る。函館記念ではトップハンデ60kgを背負ったが、重馬場に足を取られながらも、6kg差の軽ハンデで4歳牝馬のウラカワチェリーを退けて2連覇を達成。同一年に函館記念と札幌記念を優勝したのはツキサムホマレただ一頭だけであったが、38年後の2013年にトウケイヘイローが達成している。京都大賞典では2番人気に推されるも5着に終わる。
11月にはアメリカの国際招待競走・ワシントンDCインターナショナルの招待馬に選出され、ローレル競馬場でレースに臨んだ。1974年の英ダービー馬・スノーナイト、キングジョージ6世&クイーンエリザベスSを2連覇した牝馬のダリア（ イギリス）など強者揃いで、当日は9頭中9番人気であった。レースでは発走直前に落鉄してスタート時間を遅らせてしまい、道中は果敢な先行策で3番手を追走したが、向正面で一杯になると後退する一方で、ゴールでは勝ち馬のノビリアリー（ フランス）から30馬身離された最下位の9着に終わる。レース終了後には騎乗した横山富雄が、日本短波放送の特別番組で国際電話によるインタビューに応えている。
帰国後は「あんな馬を代表馬にするから、日本はいつまでたっても勝てない」と批判が噴出することになったが、有馬記念に参戦し、13頭中12番人気でイシノアラシ・フジノパーシアの3着に追い込んだ。1976年引退。

### 引退後
引退後は種牡馬となり、1977年に供用が開始された。目立った産駒を出せずに1983年死亡。ブルードメアサイアーとしては、1992年のセントライト記念3着となったスーパーソブリンがいた。

## 競走成績
- 1971年（7戦1勝）
- 1972年（12戦2勝）
  - 1着 - 中距離特別（12月）
  - 2着 - ひまわり賞[9]、ながつき賞
  - 3着 - 成田特別、中距離特別（10月）
- 1973年（13戦2勝）
  - 1着 - バレンタインステークス[10]、STV杯
  - 2着 - HBC杯
  - 3着 - アカシアステークス、白樺賞
- 1974年（8戦4勝）
  - 1着 - 函館記念、道新杯、アカシヤステークス
  - 2着 - 中距離ステークス
- 1975年（10戦4勝）
  - 1着 - 札幌記念、函館記念、大雪ハンデキャップ、平安ステークス
  - 2着 - 山陽特別
  - 3着 - 有馬記念、札幌日経賞
- 1976年（2戦0勝）

## 血統表
| ツキサムホマレの血統                      | ツキサムホマレの血統                   | ツキサムホマレの血統                   | （血統表の出典）                       | （血統表の出典） |
| 父系                                      | チャイナロック系＜ハイペリオン系       | チャイナロック系＜ハイペリオン系       | チャイナロック系＜ハイペリオン系       | [ § 2 ]          |
| 父 *チャイナロック China Rock 1953 栃栗毛 | 父の父Rockefella 1941 黒鹿毛           | Hyperion                               | Gainsborough                           | Gainsborough     |
| 父 *チャイナロック China Rock 1953 栃栗毛 | 父の父Rockefella 1941 黒鹿毛           | Hyperion                               | Selene                                 |                  |
| 父 *チャイナロック China Rock 1953 栃栗毛 | 父の父Rockefella 1941 黒鹿毛           | Rockfel                                | Felstead                               | Felstead         |
| 父 *チャイナロック China Rock 1953 栃栗毛 | 父の父Rockefella 1941 黒鹿毛           | Rockfel                                | Rockliffe                              |                  |
| 父 *チャイナロック China Rock 1953 栃栗毛 | 父の母May Wong 1934 栗毛               | Rustom Pasha                           | Son-in-Law                             | Son-in-Law       |
| 父 *チャイナロック China Rock 1953 栃栗毛 | 父の母May Wong 1934 栗毛               | Rustom Pasha                           | Cos                                    |                  |
| 父 *チャイナロック China Rock 1953 栃栗毛 | 父の母May Wong 1934 栗毛               | Wezzan                                 | Friar Marcus                           | Friar Marcus     |
| 父 *チャイナロック China Rock 1953 栃栗毛 | 父の母May Wong 1934 栗毛               | Wezzan                                 | Woodsprite                             |                  |
| 母 ハロースカイ 1964 鹿毛                 | 母の父*ハロウェー Harroway 1940 黒鹿毛 | Fairway                                | Phalaris                               | Phalaris         |
| 母 ハロースカイ 1964 鹿毛                 | 母の父*ハロウェー Harroway 1940 黒鹿毛 | Fairway                                | Scapa Flow                             |                  |
| 母 ハロースカイ 1964 鹿毛                 | 母の父*ハロウェー Harroway 1940 黒鹿毛 | Rosy Legend                            | Dark Legend                            | Dark Legend      |
| 母 ハロースカイ 1964 鹿毛                 | 母の父*ハロウェー Harroway 1940 黒鹿毛 | Rosy Legend                            | Rosy Cheeks                            |                  |
| 母 ハロースカイ 1964 鹿毛                 | 母の母ブランドスカイ 1956 鹿毛         | セントオー                             | セントライト                           | セントライト     |
| 母 ハロースカイ 1964 鹿毛                 | 母の母ブランドスカイ 1956 鹿毛         | セントオー                             | オーソリテイー                         |                  |
| 母 ハロースカイ 1964 鹿毛                 | 母の母ブランドスカイ 1956 鹿毛         | *スカイゴールド Sky Blue               | Gold Nib                               | Gold Nib         |
| 母 ハロースカイ 1964 鹿毛                 | 母の母ブランドスカイ 1956 鹿毛         | *スカイゴールド Sky Blue               | Sky Maid                               |                  |
| 母系(F-No.)                               | クルシフィックス系(FN:2-i)             | クルシフィックス系(FN:2-i)             | クルシフィックス系(FN:2-i)             | [ § 3 ]          |
| 5代内の近親交配                           | Dark Ronald5×5=6.25%、Chaucer5×5=6.25% | Dark Ronald5×5=6.25%、Chaucer5×5=6.25% | Dark Ronald5×5=6.25%、Chaucer5×5=6.25% | [ § 4 ]          |
| 出典                                      | 1. 2. 3. 4.                            | 1. 2. 3. 4.                            | 1. 2. 3. 4.                            | 1. 2. 3. 4.      |